# ارنست لویترت
ارنست لویترت (انگلیسی: Ernst Leutert؛ زادهٔ ۱۸۹۸) دوچرخه‌سوار اهل سوئیس است.